# Ряйзе, Евдокия Ивановна
Евдокия Ивановна Ряйзе (27 апреля 1913, Коростовицы, Санкт-Петербургская губерния — 3 июля 1985, Торосово, Ленинградская область) — доярка молочного племенного совхоза «Торосово», Герой Социалистического Труда.

## Биография
Родилась 27 апреля 1913 года в деревне Коростовицы в семье крестьянина-бедняка. Трудовую деятельность начала рабочей в столовой совхоза имени Кирова, в 1930 году перешла на ферму дояркой. В 1935 году переехала в совхоз «Торосово». Хозяйство было знаменито породностью крупного рогатого скота, высокими удоями, стабильной и грамотной работой коллектива фермы.
Когда началась Великая Отечественная война и враг подошел к окрестностям хозяйства, большое совхозное стадо было эвакуировано в Вологодскую область. Работники совхоза, среди которых была Е. И. Ряйзе, с большими трудностями: ночью, лесом, под обстрелом врага, почти без еды, за 30 дней перегнали скот в безопасное место. Стадо из 280 коров было сохранено.
После окончания войны вернулась вместе со своим стадом в родное хозяйство. Животные, за которыми она ухаживала во время войны, стали основой будущего совхозного поголовья. Участвовала в конкурсах мастерства, вызывала на соревнование за большие надои других доярок. В 1947—1949 годах держала первенство по надою молока в Ленинградской области, получая от каждой коровы до 4,5-5 тысяч килограммов молока. В 1948 году от 8 коров получила по 5563 килограммов молока с содержанием 210 граммов молочного жира в среднем от коровы в год.
Указом Президиума Верховного Совета СССР от 22 октября 1949 года за получение высокой продуктивности животноводства Ряйзе Евдокии Ивановне присвоено звание Героя Социалистического Труда с вручением ордена Ленина и золотой медали «Серп и Молот»
Также активно она вела и общественную работу. Избиралась депутатом областного Совета, дважды — депутатом районного Совета. В 1962 году вступила в КПСС.
Работала в совхозе до выхода на пенсию. Жила в деревне Торосово Волосовского района Ленинградской области. Скончалась 3 июля 1985 года.
Награждена двумя орденами Ленина, медалями.